# Benestar social
El benestar social és un constructe teòric que sorgeix en l'àmbit de l'estat de benestar i que, a més d'estudiar i valorar les formes de vida de les persones, té en compte les formes de distribució equitativa dels recursos d'una societat o grup determinat. Per tant, s'incorporen, en aquest concepte, les idees d'equitat i justícia distributiva. És important perquè remet a la responsabilitat dels estats moderns envers l'augment de la qualitat de vida de la població.
El benestar social és un conjunt de factors que participen en la qualitat de vida de la persona i fan que la seva existència posseeixi aquells elements que donen lloc a la tranquil·litat i satisfacció humana, en definitiva a la felicitat. El benestar social és una condició no observable directament, sinó que és a partir de formulacions com es compren i es pot comparar d'un temps o espai a un altre.
Funciona com a indicador de quines són les condicions de vida que, segons els estàndards de cada societat, han de tenir les persones i, a més, de quins són els graus de satisfacció de les persones referent tant a les necessitats sentides com a les necessitats comparatives respecte a altres grups socials que estimen com a semblants.
El benestar social mesura els graus de satisfacció de les persones, en relació amb les seves necessitats comparatives respecte a altres grups socials que estimen com a semblants. Es refereix a la qualitat de les nostres interaccions i relacions amb els altres, i també al suport que rebem i oferim dins d’una comunitat (Diener, 1999). La vida en comunitat ofereix un escenari propici per conrear i promoure aquest aspecte essencial del benestar humà.